# Mère patrie libre
 (signalé en mai 2025).
Si vous disposez d'ouvrages ou d'articles de référence ou si vous connaissez des sites web de qualité traitant du thème abordé ici, merci de compléter l'article en donnant les références utiles à sa vérifiabilité et en les liant à la section « Notes et références ».
- Archive Wikiwix
- Bing
- Cairn
- DuckDuckGo
- E. Universalis
- Gallica
- Google
- G. Books
- G. News
- G. Scholar
- Persée
- Qwant
- (zh) Baidu
- (ru) Yandex
- (wd) trouver des œuvres sur Wikidata

Mère patrie libre (en arménien : «Ազատ Հայրենիք» կուսակցություն, Azat Hayrenik kusaktsutyun) en abrégé ԱՀԿ ou AHK est un parti politique de la république du Haut-Karabagh. Le parti a été fondé le 29 janvier 2005. Initialement, le parti était composé de quatre présidents : Arayik Haroutiounian, Arthur Tovmasyan, Rudik Hyusnunts et Arpat Avanesyan.

## Scores électoraux
| Élection | Votes  | %     | Sièges obtenus | Gouvernement  |
| -------- | ------ | ----- | -------------- | ------------- |
| 2005     | 11 258 | 18,48 | 10 / 33        | Sahakian      |
| 2010     | 29 252 | 46,39 | 14 / 33        | Sahakian      |
| 2015     | 32 632 | 47,35 | 15 / 33        | Sahakian      |
| 2020     | 30 015 | 40,80 | 16 / 33        | Haroutiounian |